# 2009 en Afghanistan
2007 en Afghanistan - 2008 en Afghanistan - 2009 en Afghanistan - 2010 en Afghanistan - 2011 en Afghanistan
2007 par pays au Proche-Orient - 2008 par pays au Proche-Orient - 2009 par pays au Proche-Orient - 2010 par pays au Proche-Orient - 2011 par pays au Proche-Orient
Cet article présente les faits importants qui se sont produits en Afghanistan en 2009.

## Chronologie

### Janvier 2009

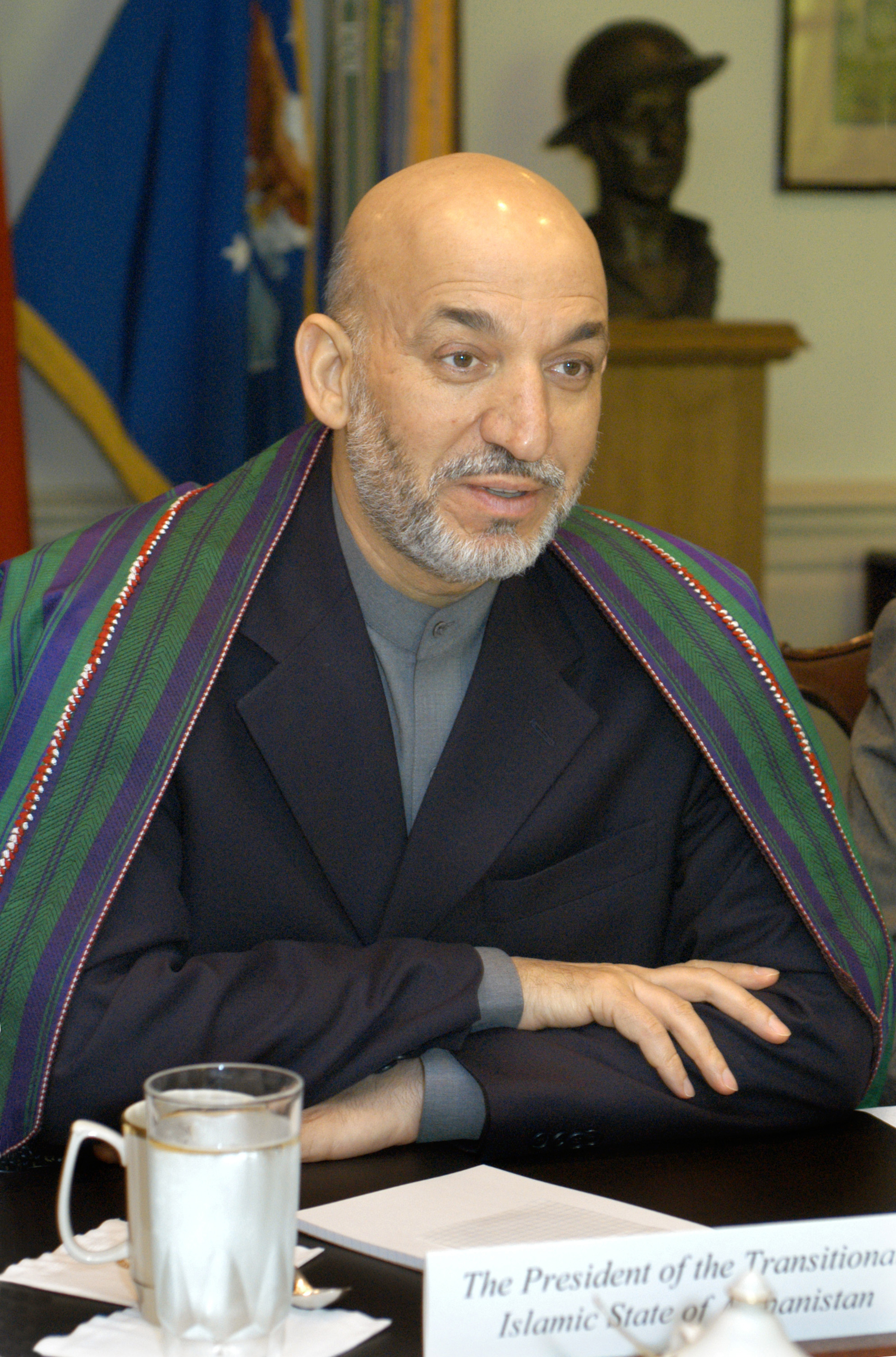
Hamid Karzai
(juin 2006)

- Jeudi 1er janvier 2009 : l'attaque d'un convoi d'un responsable local afghan dans une embuscade tendue par des talibans a causé la mort de ses vingt gardes.
- Vendredi 2 janvier 2009 : un soldat de l'ISAF est tué dans le sud lors d'une attaque d'un groupe de rebelles. Selon le site indépendant « icasualties.org », le nombre de soldats étrangers tués en 2008 en Afghanistan est de 294, contre 232 en 2007.
- Mardi 6 janvier 2009 :
  - Le président pakistanais Asif Ali Zardari est en visite à Kaboul pour rencontrer le président Hamid Karzai. Les entretiens ont porté notamment sur les moyens de lutter contre la rébellion des talibans, qui multiplient les attaques des deux côtés de la frontière afghano-pakistanaise.
  - Des rebelles attaquent le poste de police de Dand dans les faubourgs de Kandahar; 3 policiers ont été tués, 3 ont disparu et un a été retrouvé blessé.
  - Deux hommes à moto ont abattu un mollah proche du gouvernement alors qu'il priait dans une mosquée de Kandahar.
  - Les forces de la coalition ont tué 32 rebelles présumés, dont une femme, lors d'une opération dans le district d'Alishang, à 100 km au nord-est de Kaboul (province de Laghman). Elles auraient également arrêté un autre rebelle présumé et détruit deux importantes caches d'armes, des explosifs et du matériel servant à fabriquer des bombes. L'opération visait « un réseau taliban » tenu pour responsable de nombreuses attaques à la bombe contre les civils et les forces de la coalition sur les routes de la région.
- Jeudi 8 janvier 2009 : un attentat-suicide contre une patrouille de l'OTAN, dans le district de Maywand (province de Kandahar) a tué trois civils et en a blessé neuf autres.
- Vendredi 9 janvier 2009 :
  - Un attentat-suicide, sur un marché du sud-ouest du pays près d'un groupe de policiers afghans, cause la mort d'au moins 10 personnes dont un responsable local de la police.
  - Trois soldats américains sont tués et un autre blessé par une bombe vendredi dans le Sud. Ils étaient en patrouille lorsque leur véhicule a heurté une bombe artisanale, entre les provinces de Zaboul et de Kandahar. Ces trois décès portent à 10 le nombre de soldats étrangers tués depuis le début de l'année en Afghanistan. 296 ont été tués en 2008, après 232 en 2007[1]

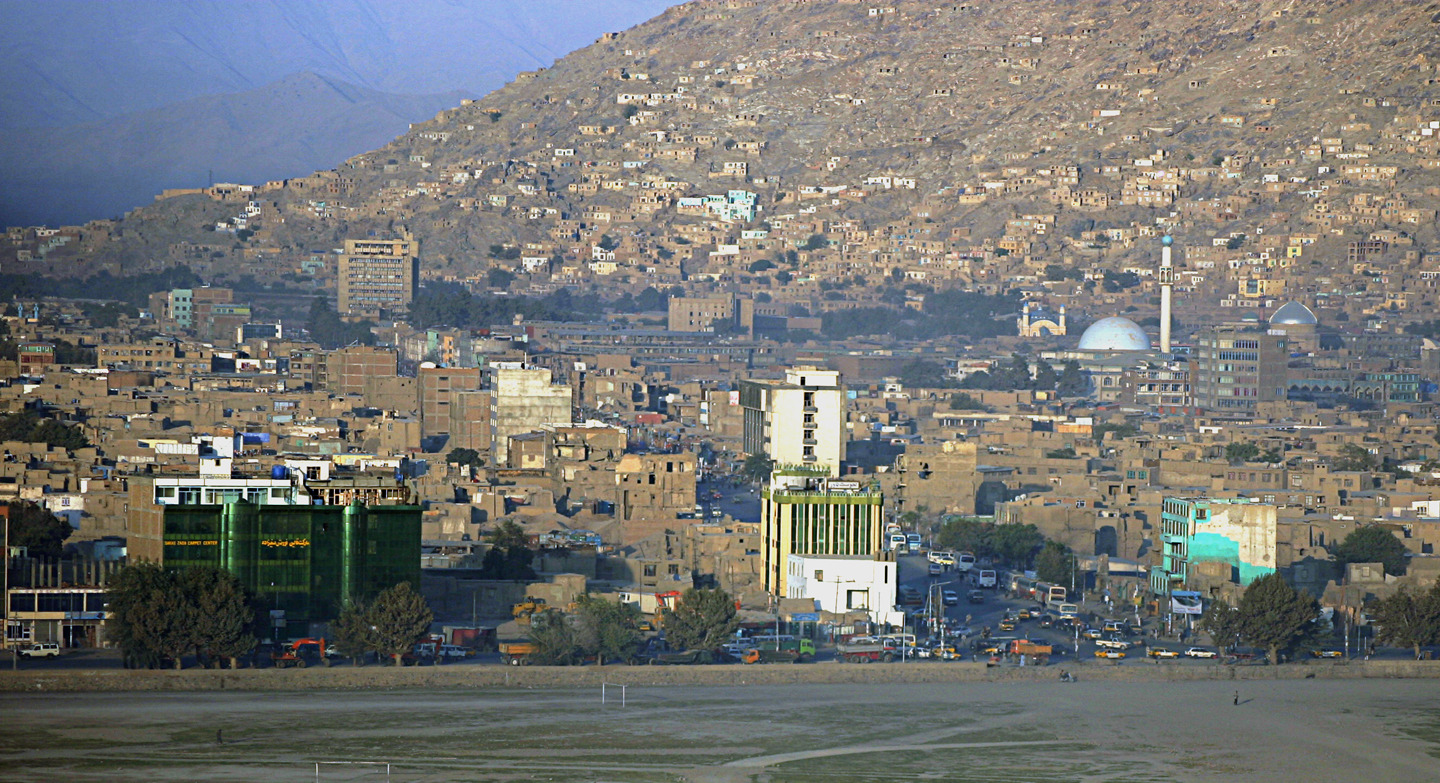
Vue de Kaboul
(juillet 2006)

- Samedi 10 janvier 2009 : le nouveau vice-président des États-Unis, Joe Biden, est à Kaboul pour rencontrer le président Hamid Karzai.
- Mercredi 14 janvier 2009 : deux soldats britanniques de la force de l'Otan sont tués par une bombe à Gereshk (province du Helmand).
- Vendredi 16 janvier 2009 : selon l'équipe de reconstruction provinciale de l'OTAN, les autorités afghanes ont condamné ces six derniers mois douze trafiquants de drogue à un total de 155 années de prison après la saisie de 19 tonnes d'opium et 206 kg d'héroïne, pour une valeur estimée de 72 millions d'euros, en partie destinés au Royaume-Uni. Les condamnés sont tous de la province du Helmand, principale région productrice d'opium en Afghanistan. L'Afghanistan produit plus de 90 % de l'opium mondial, la « matière première » de l'héroïne.
- Samedi 17 janvier 2009 :
  - Un attentat suicide près de l'ambassade d'Allemagne à Kaboul a fait 5 morts, dont un soldat américain, et 35 blessés dont plusieurs membres du personnel de l'ambassade et cinq autres soldats américains.
  - Un attentat suicide à la voiture bourrée d'explosifs contre un convoi conjoint des forces américaines et afghanes dans le district de Chaparhar (province orientale du Nangarhar) cause la mort d'un civil et blesse six autres personnes dont trois policiers.

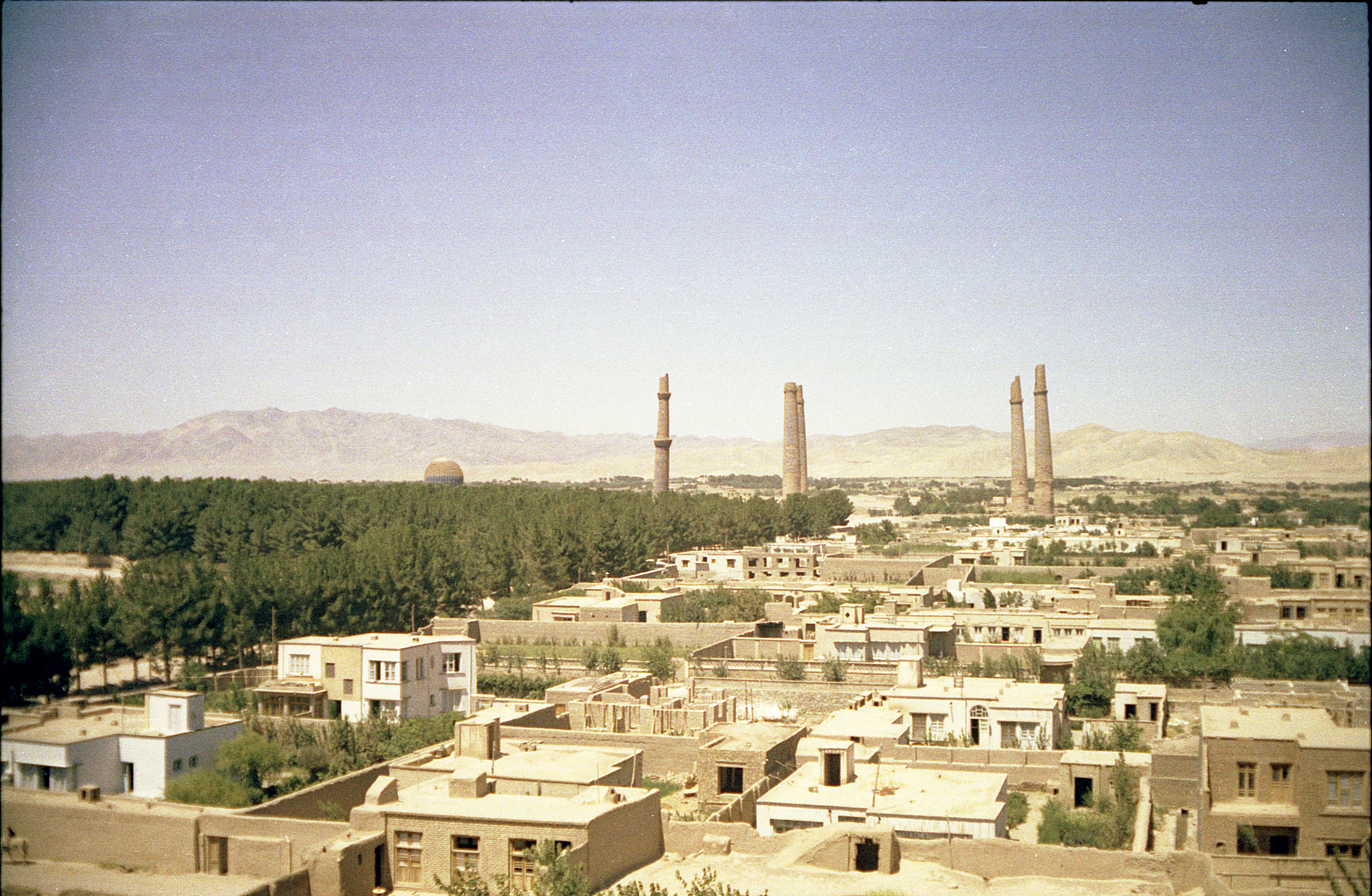
Vue d'Herat en 1969

- Mercredi 20 janvier 2009 : le ministère de la Défense annonce que deux soldats afghans ont été tués et trois autres blessés quand un kamikaze a précipité sa voiture bourrée d'explosifs contre leur véhicule dans la banlieue de la ville de Herat (est).
- Jeudi 22 janvier 2009 : alors que la polémique se développe sur le nombre croissant des « victimes collatérales » de la guerre contre les talibans. L'ONG afghane de défense des droits de l'Homme, Afghanistan Rights Monitor assure en présentant des chiffres détaillés que près de 4 000 civils ont été tués en 2008 en Afghanistan, dont plus des deux tiers par les talibans, mais aussi plus d'un quart par les forces internationales.
- Vendredi 23 janvier 2009 : lors d'opérations combinées menées dans la capitale et dans la province voisine du Logar, plusieurs rebelles dont un chef, liés à l'attentat suicide à la voiture piégée perpétré le 17 janvier près de l'ambassade d'Allemagne à Kaboul ont été capturés par les forces de sécurité afghanes soutenues par l'ISAF.
- Samedi 24 janvier 2009 :
  - Lors d'une opération menée par l'ISAF à l'est de Kaboul, 15 rebelles insurgés ont été tués mais aussi un certain nombre de victimes civiles.
  - Selon un rapport du Comité international de la Croix-Rouge (CICR), la plus importante prison américaine d'Afghanistan, à la base de Bagram, compte près de 630 détenus dont les conditions de vie n'ont rien à envier à celles des prisonniers de Guantanamo.
  - Dans la soirée, des affrontements ont éclaté dans le district de Mugur — province de Badghis (nord-ouest) — causant la mort de 13 talibans et 5 civils.
- Mardi 27 janvier 2009 :
  - Selon le secrétaire américain à la Défense, Robert Gates, l'Afghanistan représente aujourd'hui « le plus grand défi militaire » des États-Unis, prédisant une « bataille longue et difficile » pour vaincre l'insurrection des talibans.
  - La Force de l'Otan en Afghanistan annonce l'arrestation par les forces de sécurité afghanes de trois insurgés et la mort d'un quatrième au cours d'une opération visant les responsables de l'attentat suicide qui a fait cinq morts le 17 janvier près de l'ambassade d'Allemagne à Kaboul.
  - La Force de l'Otan en Afghanistan annonce le déploiement de quelque 3 000 soldats américains, issus de la 3e brigade de la 10e division de montagne, basée à New York, en renfort dans les provinces environnant Kaboul, en prélude à l'arrivée de 30 000 soldats supplémentaires. Les provinces de Wardak et de Logar, qui contrôlent des accès essentiels à la capitale, ont connu ces derniers mois une forte augmentation des attaques d'insurgés, alors que seul un bataillon de moins de 600 hommes était auparavant déployé sur ce secteur. Selon l'ISAF, « l'arrivée de cette brigade — qui devait à l'origine être déployée en Irak — est la première illustration concrète de la priorité nouvelle accordée à l'Afghanistan » par la nouvelle administration Obama et qui devrait aboutir à un quasi-doublement des effectifs américains dans le pays[2].
- Jeudi 29 janvier 2009 :
  - La commission électorale nationale fixe la prochaine élection présidentielle au jeudi 20 août.
  - Première ascension : pour la première fois, des Afghans qui se préparent au métier de guide, accompagnés par des guides français, se préparent à gravir à l'été 2009, le Noshaq, point culminant de l'Afghanistan, à 7 492 mètres d'altitude. Plus d'une trentaine de cordées internationales se sont succédé sur le Noshaq depuis 1960, mais aucun Afghan n'a jamais atteint le sommet.
- Vendredi 30 janvier 2009 : un sixième soldat britannique depuis le début 2009, appartenant au premier bataillon, est tué dans un échange de tirs au nord de la ville de Musa Qala (province du Helmand, sud).

### Février 2009
- Dimanche 1er février 2009 : un attentat suicide à la voiture piégée près d'un convoi militaire français, dans l'ouest de Kaboul, cause la mort du kamikaze et blesse un soldat français et deux civils afghans. L'attaque a eu lieu près d'un pont sur un axe routier régulièrement emprunté par les forces américaines et de l'OTAN, partant de Kaboul en direction du sud du pays et traverse Maidan Wardak, province qui a connu une forte recrudescence des violences l'an dernier, avec l'arrivée d'insurgés talibans qui, jusqu'alors, combattaient dans d'autres régions.
- Lundi 2 février 2009 : un attentat-suicide par un kamikaze portant une ceinture d'explosifs, cause la mort d'au moins 18 policiers et en blesse 8 autres, à Tarin Kôt (province d'Uruzgan, centre).
- Vendredi 6 février 2009 : depuis deux jours, au moins sept civils Afghans, dont un responsable administratif et un chef de la police, et dix talibans ont été tués au cours de différents incidents dans la province de Laghman (est).
- Samedi 7 février 2009 : le chef du district provincial de Goshta et son chauffeur sont tués dans l'explosion d'un engin piégé au passage de leur véhicule sur une route de la province de Nangarhar (est). Quelques heures plus tard, un responsable du Conseil provincial de Nangarhar est tué par des hommes armés non identifiés dans le district isolé de Dara-i-Noor. La police a tué un des attaquants et en a fait prisonnier un autre.

- Dimanche 8 février 2009 :

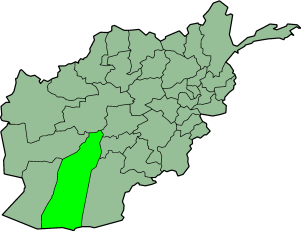
Province d'Helmand

  - Un attentat à la bombe dans la province de Helmand (sud) cause la mort de 4 personnes dont 2 ressortissants américains.
  - Le président afghan Hamid Karzai, depuis la Conférence sur la sécurité de Münic, exprime sa volonté d'engager un « processus de réconciliation » avec les talibans non liés à Al-Qaïda ou aux « réseaux terroristes » et de les autoriser à rentrer en Afghanistan. Selon lui, les élections régionales et l'élection présidentielle d'août prochain est l'occasion de « lancer le processus de réconciliation » : « Il n'y a aucune chance que nous réussissions sans une forme de réconciliation […] Je demanderais à la communauté internationale de nous soutenir en cela, totalement, et d'afficher une position commune et non divisée ». En janvier, les talibans avaient écarté une offre similaire, estimant qu'elle provenait d'un gouvernement affaibli par leurs succès.
  - Le ministre français de la Défense, Hervé Morin, affirme qu'« il n'est pas question pour le moment d'envoyer des troupes supplémentaires en Afghanistan » estimant que « la France a déjà fait un effort considérable depuis 2007 » avec 2 800 soldats français actuellement déployés dans le pays.
- Mardi 10 février 2009 : deux soldats de l'Otan ont été tués et un autre blessé dans l'explosion d'une bombe dans la périphérie de Khost (est) sur la route menant à la principale base militaire américaine.
- Mercredi 11 février 2009 :
  - Au moins 19 personnes, en plus de sept kamikazes, sont tuées à Kaboul dans une série d'attaques et d'attentats revendiqués par les talibans qui visaient des bâtiments du gouvernement.
  - Un officier français du 35e régiment d'artillerie parachutiste de Tarbes trouve la mort dans un accrochage avec des insurgés à la suite de l'explosion d'une mine artisanale. Un interprète afghan a également été tué dans cet incident et un brigadier-chef appartenant à la même unité a été gravement blessé. Tous trois participaient à une « patrouille motorisée avec une section de l'armée nationale afghane » dont ils assuraient la formation dans la province du Lôgar. Il s'agit du 25e soldat français tué en Afghanistan.
- Samedi 14 février 2009 : un fusilier marin britannique en patrouille a été mortellement blessé dans une zone au sud-ouest de Sangin (province du nord Helmand), alors qu'il accompagnait une équipe de démineurs. C'est le 144e soldat britannique mort en Afghanistan depuis 2001.

- Lundi 16 février 2009 :

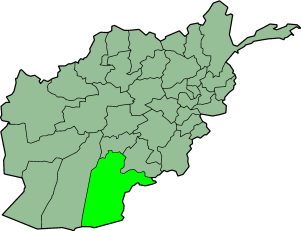
Province de Kandahar

  - Une série d'attentats et d'attaques des talibans cause la mort de 27 personnes dont 9 civils, dans les provinces de Kandahar, d'Oruzgan et d'Helmand. Un bombardement américain tue 10 talibans dans le nord-ouest et 7 autres talibans sont tués au cours d'une opération de l'armée afghane contre une zone de production d'opium[3]. Un soldat britannique est tué, le 201e.
  - Treize personnes, dont six femmes et deux enfants, sont tuées dans un bombardement des forces américaines près d'Hérat (ouest). Le bombardement visait un chef rebelle Gholam Yahya Akbari. Les cinq autres victimes, des hommes, pourraient pour quelques-uns être des insurgés selon la police afghane.
- Mardi 17 février 2009 : le président Barack Obama autorise le déploiement de quelque 12 000 soldats supplémentaires en Afghanistan à partir du printemps. Ces renforts seront composés d'un bataillon de l'armée de terre et d'une force expéditionnaire du corps des « marines » et devraient être concentrés dans le Sud afghan, où les insurgés talibans sont particulièrement présents.
- Dimanche 22 février 2009 : depuis 24 heures, 14 insurgés ont été tués dans des combats dans le sud et l'est de l'Afghanistan. Les affrontements les plus violents se sont déroulés dans la province de Kandahar, où 6 insurgés ont été tués et 2 policiers ont été blessés, dans le district de Sabari où 5 insurgés ont été tués et dans la province de Khost.
- Lundi 23 février 2009 : 8 civils sont tués et 17 autres blessés lors d'un affrontement de plusieurs heures entre des insurgés et une patrouille de la Force internationale d'assistance à la sécurité (Isaf) de l'Otan lorsqu'elle est tombée dans une embuscade dans un village du district de Sangin (province de Helmand). Des pertes ont aussi été infligées à l'attaquant.

### Mars 2009
- Samedi 7 mars 2009 :

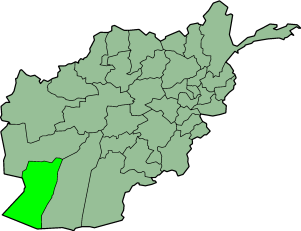
Province de Nimroz

  - Un « homme bardé d'explosifs » commet un attentat suicide contre le commissariat de Zaranj (province de Nimroz, sud-ouest) qui cause la mort de 2 personnes dont un policier et blesse 3 autres policiers. Les talibans sont de plus en plus présents depuis ces derniers mois dans cette province voisine du Helmand.
  - Selon la coalition, « des insurgés armés ont ouvert le feu sur des soldats afghans et de la coalition, à Khost, à près de 150 km au sud-est de Kaboul. Les soldats ont riposté et tué quatre insurgés ». Quatre suspects ont été arrêtés et des armes et des explosifs saisis. Dans la matinée près de 150 personnes ont manifesté pour dénoncer ce raid nocturne lors duquel selon eux quatre civils ont été tués. Portant les cercueils des victimes à bout de bras, ils ont bloqué pendant deux heures la route entre Gardez et Khost en criant : « Mort à l'Amérique, mort au gouvernement, mort au gouverneur » et ont lancé des pierres sur un convoi des forces internationales.
  - Le président Hamid Karzai annonce qu'il approuve la décision de la commission électorale d'organiser l'élection présidentielle le 20 août, faisant ainsi marche arrière après avoir signé la semaine dernière un décret demandant un scrutin d'ici au 21 avril, conformément à la constitution : « Quand la commission a annoncé en janvier que l'élection se tiendrait en août, il y a eu un brusque désaccord et l'Assemblée a voté une résolution en faisant appel à moi en tant que gardien de la constitution ».
- Dimanche 8 mars 2009 :
  - Un soldat canadien a été tué et quatre autres blessés dans l'explosion d'une bombe sur le bas côté d'une route au cours d'une patrouille dans le district de Shah Wali Kot, au nord-est de Kandahar, portant à 112 le bilan des militaires canadiens morts dans ce pays en sept ans.
  - Le président américain Barack Obama réfléchit à l'idée de tendre la main aux éléments modérés des talibans, rappelant que certains des progrès enregistrés par les États-Unis en Irak ont été liés à la main tendue aux fondamentalistes islamistes coincés par la stratégie d'al-Qaida dans ce pays : « Il pourrait y avoir des opportunités comparables en Afghanistan et dans la région du Pakistan […] Mais la situation en Afghanistan est, entre autres choses, plus compliquée ».
- Mardi 10 mars 2009 : le vice-président américain Joe Biden affirme que la guerre n'est pas en train d'être gagnée en Afghanistan par les États-Unis et leurs alliés mais qu'elle est « loin d'être perdue ».
- Samedi 14 mars 2009 : un militaire français, caporal du 27e bataillon de chasseurs alpins d'Annecy, est tué par un tir de roquette contre le blindé qu'il conduisait lors d'une opération conduite par un bataillon de l'Armée nationale afghane (ANA) et 400 militaires français dans la vallée d'Alasay (est). Une demi-douzaine de soldats afghans ont également été blessés dans les accrochages qui se sont prolongés tout au long de la journée et un autre soldat français a été très légèrement blessé.
- Dimanche 15 mars 2009 :
  - 5 talibans ont été tués ce matin au cours d'une opération des forces afghanes et de la coalition dans le sud de l'Afghanistan. L'opération visait un réseau de trafiquants d'armes et de combattants étrangers, dans le district de Maywand (province de Kandahar), le berceau des talibans et l'un de leurs bastions. Trois autres insurgés ont été arrêtés.
  - Dans la ville de Kandahar, un civil a été tué et six autres blessés dans l'explosion d'une bombe au passage du convoi du maire de la ville, qui n'a pas été atteint.
  - 4 soldats de l'Otan sont tués dans l'explosion d'une bombe au passage de leur convoi dans l'est de l'Afghanistan.
  - 2 soldats britanniques, qui circulaient à bord d'un véhicule de patrouille, sont tués dans une explosion qui s'est produite dans le district de Garmsir (province de Helmand, sud). 152 militaires britanniques ont été tués en Afghanistan depuis novembre 2001.

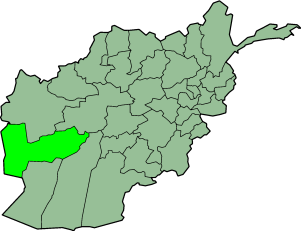
Province de Farâh

- Lundi 16 mars 2009 : 2 attentats-suicides ont visé ce matin des postes de police dans le sud et l'ouest de l'Afghanistan, tuant 12 personnes et en blessant 32 autres. La première attaque s'est déroulée devant le quartier général de la police à Lashkar Gah (province du Helmand) causant 11 morts et 29 blessés. La deuxième attaque avait comme objectif un poste de police dans le district de Delaram (province de Farâh) causant 1 mort et 3 blessés.
- Mardi 17 mars 2009 : 9 talibans sont tués et 3 autres capturés dans des opérations des forces de sécurité afghanes et internationales dans les provinces de Kandahar et de Nimroz.
- Jeudi 19 mars 2009 :
  - Un député afghan réputé hostile aux talibans est tué dans le district de Gereshk (Helmand, sud).
  - Toujours dans l'Helmand, une patrouille des forces afghanes et de la coalition sous commandement américain a été attaquée « par de nombreux insurgés armés qui ont ouvert un feu nourri à l'arme légère et à la roquette ». La patrouille « a riposté à l'arme légère, avec l'appui d'un soutien aérien, tuant 40 combattants armés » lors des combats parmi les plus meurtriers depuis le début de l'année.
- Vendredi 20 mars 2009 :
  - 9 policiers afghans et un chef de district, ont été tués dans des combats avec les talibans dans le nord de l'Afghanistan.
  - 4 soldats canadiens sont morts et huit autres ont été blessés lors de deux attaques distinctes dans le sud de l'Afghanistan, portant à 116 le bilan des pertes canadiennes dans ce pays. Une première explosion d'un engin artisanal a eu lieu au passage d'une patrouille, dans le district de Zhari (40 km de Kandahar, sud-est). Un deuxième explosion du même type a eu lieu au nord-est de Kandahar, tuant deux soldats et en blessant trois autres.
- Samedi 21 mars 2009 : une voiture piégée a explosé lors d'une fête dans l'est de l'Afghanistan, réunissant plusieurs centaines de personnes qui célébraient le Nouvel an persan (Nowroz), qui coïncide avec l'équinoxe de printemps. De nombreuses personnes ont été tuées ou ont été blessées.
- Dimanche 22 mars 2009 : 2 soldats de l'OTAN et un homme sous contrat avec l'Alliance atlantique sont tués dans la mort hier dans la province de Helmand (sud).
- Lundi 23 mars 2009 : 
  - 10 talibans dont un commandant ont été tués dans la province de Helmand (sud) lors de l'attaque par les forces de l'OTAN du complexe de Maulawi Hassan, un des leaders talibans.
  - Huit policiers afghans sont tués et un autre blessés dans le district de Spin Boldak (province de Kandahar, sud-est) lors d'une embuscade tendue par les talibans.
- Mercredi 25 mars 2009 : 
  - 7 civils afghans sont tués et neuf autres blessés, dans le secteur de Sabari (est), dans l'explosion d'une bombe au passage de la camionnette qui les transportait.
  - Selon l'OTAN, le nombre de bombes placées sur le bord des routes dans le pays a bondi de 30 % en 2008.
- Jeudi 26 mars 2009 : 
  - Le président américain Barack Obama annonce l'envoi de 4 000 soldats américains supplémentaires pour entraîner les forces de sécurité afghanes; ces renforts viendront s'ajouter aux 17 000 hommes qu'il souhaite dans le pays d'ici l'été. Il accuse des agents du renseignement militaire pakistanais d'apporter un soutien aux talibans qui combattent dans le sud de l'Afghanistan. L'aide aux talibans et à d'autres groupes armés prendrait plusieurs formes (financement, fourniture d'équipements militaires, planification) et serait coordonnée par des membres la S Wing, une branche chargée des opérations extérieures de l'Inter-Services Intelligence (ISI), les services de renseignement pakistanais.
  - 9 policiers afghans sont tués lors d'une attaque menée par les talibans dans le secteur de Nahri Sarraj (province de Helmand).
- Vendredi 27 mars 2009 : 
  - Selon un haut responsable américain en marge d'une conférence internationale sur l'Afghanistan à Moscou, les États-Unis et l'Iran pourraient coopérer sur l'Afghanistan. L'Iran entretient des liens étroits avec son voisin afghan, surtout avec ses populations chiites et persanophones, mais était opposé au régime extrémiste sunnite des talibans. Il subit par ailleurs les conséquences de l'énorme production afghane d'opium qui alimente son marché de la drogue[4].
  - Le général Richard Dannatt, chef d'état-major de l'armée de terre britannique, annonce que les éléments d'une brigade de 4 000 soldats ont été réservés en vue de renforts en Afghanistan. Le contingent britannique sera porté à un chiffre qui se situera « quelque part entre » le niveau actuel, plus de 8 000 soldats et 12 000. Le Royaume-Uni est le second contributeur de troupes de l'OTAN en Afghanistan.
  - Le président américain Barack Obama dévoile la nouvelle stratégie américaine en Afghanistan en insistant sur la priorité accordée à la lutte contre Al-Qaida et à une approche régionale intégrant le Pakistan voisin. La situation en Afghanistan, où les violences ont augmenté depuis deux ans, est « de plus en plus dangereuse » déclare le président, prévoyant des moyens supplémentaires, financiers et militaires, ajoutant que selon les services du renseignement américains, « Al-Qaida prépare des attaques sur les États-Unis du Pakistan ».
  - 18 talibans sont tués et un autre arrêté depuis la veille au soir dans des affrontements avec les forces de sécurité afghanes et internationales dans le sud de l'Afghanistan, dans le district de Lashkar Gah, la capitale du Helmand, l'un des bastions des talibans en Afghanistan et le premier centre de production d'opium du pays.
  - Un soldat afghan tue deux soldats de la coalition internationale, dans le nord de l'Afghanistan.
- Samedi 28 mars 2009 : 
  - Le président Hamid Karzai déclare que la nouvelle stratégie américaine dans la région correspond exactement à ce que les Afghans ont demandé :  « Nous lui apportons donc notre soutien entier […] Nous apprécions tout particulièrement la volonté de renforcer les institutions civiles et militaires afghanes. Nous confirmons sans réserves notre volonté de lutter contre la corruption […] C'est encore mieux que ce que nous espérions […Il] est meilleur que ce à quoi nous nous attendions et en fait, nous l'approuvons et espérons sa pleine mise en œuvre ».
  - 19 talibans ont été tués en 24 heures par les forces afghanes et internationales, lors de deux opérations dans le sud du pays. 12 talibans ont été tués lors d'un raid nocturne visant un réseau de fabrication d'explosifs dans la province du Helmand. D'autre part 7 talibans ont été tués et une vingtaine d'autres blessés lors d'une attaque qu'ils avaient menée contre un convoi de la police dans la province de Kandahar.
- Dimanche 29 mars 2009 : le président Hamid Karzai déclare se conformer à la décision de la Cour suprême déclarant qu'il devait se maintenir au pouvoir jusqu'au prochain scrutin présidentiel en août. Cette décision met un terme à des semaines d'incertitude concernant l'éventualité d'un vide du pouvoir causé par une clause de la Constitution stipulant que le mandat du président Karzaï s'achevait le 21 mai alors que le scrutin présidentiel n'est prévu que trois mois plus tard.
- Mardi 31 mars 2009 : 
  - Selon le vice-ministre iranien des affaires étrangères, Mohammad Mehdi Akhoundzadeh : « La République islamique d'Iran est tout à fait prête à participer aux projets destinés à combattre le trafic de drogue et aux projets de développement et reconstruction en Afghanistan ».
  - La sénatrice Humeira Namati dénonce une loi particulièrement rétrograde pour les droits des femmes, « pire qu'à l'époque des talibans », selon la sénatrice afghane, signée par le président Hamid Karzai, légalisant de fait le viol des épouses et interdisant aux femmes de sortir, de travailler ou d'aller chez le médecin sans la permission de leur mari. De plus selon le Fonds de développement de l'ONU en faveur des femmes la loi n'accorde la garde des enfants qu'aux pères et aux grands-pères. Cette loi — qui selon certains parlementaires n'a jamais été débattue au Parlement — est destinée à régenter la vie familiale de la communauté chiite d'Afghanistan, qui représente environ 20 % des 30 millions d'habitants de ce pays, elle ne concerna donc pas les sunnites. Un de ses articles les plus controversés stipule que « sauf si l'épouse est malade ou a une maladie que des rapports sexuels pourraient aggraver, l'épouse est tenue de donner une réponse positive aux désirs sexuels de son mari ».

### Avril 2009
- Mercredi 1er avril 2009 : 
  - Une attaque-suicide menée par un groupe de quatre talibans cause la mort de 10 personnes dont 3 policiers à Kandahar. Les quatre assaillants ont également été tués dans cette attaque qui visait l'immeuble de l'assemblée provinciale.
  - 20 talibans sont tués dans la province du Helmand dans une frappe menée par la coalition sous commandement américain. Les combats ont éclaté lorsqu'une patrouille de soldats afghans et étrangers a été attaquée dans le district de Kajaki, par plusieurs dizaines d'insurgés équipés d'armes légères et de lance-roquettes; les soldats ont riposté puis ont été aidés par une intervention aérienne. Les combats n'ont fait aucune victime parmi les soldats afghans ou étrangers.
- Jeudi 2 avril 2009 : des mouvements des droits de l'homme et des parlementaires afghans dénoncent la nouvelle loi signée par le président Hamid Karzai, qui selon eux autorise les hommes à violer leurs femmes, accusant le président d'avoir signé ce texte dans une perspective électoraliste. Cette législation, qui n'a jamais été débattue au Parlement, remet en cause des droits acquis difficilement pour les femmes après la chute du régime des talibans.
- Vendredi 3 avril 2009 : 
  - Un capitaine roumain qui « dirigeait une opération d'intervention rapide roumano-américaine à environ 80 km au sud de Kaboul » a été tué. 10 soldats roumain sont décédés en Afghanistan depuis le début des opérations dans ce pays. La Roumanie compte 566 soldats en Afghanistan.
  - Le président américain, Barack Obama, exhorte les Européens à contribuer davantage à la guerre en Afghanistan, estimant que la menace représentée par Al-Qaida dans la région était plus immédiate pour l'Europe que pour les États-Unis. Le président estime que la stratégie qu'il a mise en place depuis son arrivée à la Maison Blanche « aura une composante militaire et l'Europe ne devrait pas s'attendre à ce que les États-Unis portent seuls ce fardeau ». L'OTAN a alors sous ses ordres près de 61 000 soldats en Afghanistan.
- Samedi 4 avril 2009 : les alliés de l'OTAN s'engagent à envoyer jusqu'à 5 000 militaires supplémentaires en Afghanistan. Les troupes additionnelles participeront à la formation de la police afghane et à la sécurisation du pays à l'occasion de la tenue d'élections. 900 militaires viendront de Grande-Bretagne, 600 autres d'Allemagne, 600 d'Espagne et 400 de Pologne; la France et l'Italie s'engagent également à envoyer des militaires.

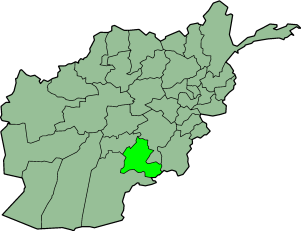
Province de Zaboul

- Dimanche 5 avril 2009 : 15 insurgés sont tués dans deux opérations menées par des soldats américains et afghans dans le sud de l'Afghanistan. 14 sont tués dans divers combats dans la province de Zaboul et un autre lors de la destruction d'un complexe souterrain utilisé pour fabriquer des bombes dans la province de Kandahar.
- Lundi 6 avril 2009 : la chancelière allemande Angela Merkel, accompagnée de son ministre de la Défense Franz Josef Jung, a effectué une visite surprise aux troupes allemandes engagées dans le nord du pays, qui comprennent 3 500 soldats au sein de la Force internationale d'assistance et de sécurité (ISAF) de l'OTAN.
- Mercredi 8 avril 2009 : 
  - Le président polonais Lech Kaczynski, dont le pays veut envoyer 400 soldats supplémentaires au sein de l'ISAF qui combat l'insurrection des talibans, est arrivé aujourd'hui à Kaboul pour une courte visite pour rencontrer notamment le président Hamid Karzai.
  - En moins d'une semaine, 5 soldats de l'ISAF auraient été tués dans le sud du pays selon un communiqué de l'OTAN, et plus de 80 depuis le début de l'année selon le site internet icasualties.org.
- Jeudi 9 avril 2009 : 5 policiers d'une unité de lutte contre les trafiquants de drogue ont été tués à Lashkar Gah (province de Helmand, sud), dans un attentat suicide visant leur convoi.
- Vendredi 10 avril 2009 : 6 policiers ont été tués et 7 autres blessés dans l'attaque de leur poste par les talibans dans le district de Nawa (province de Helmand, sud).
- Samedi 11 avril 2009 : 
  - Un des plus hauts responsables religieux de la minorité chiite, Mohammad Asif Mohseni, a défendu lors d'une intervention publique dans une université de Kaboul, le projet de loi controversé sur les femmes leur imposant entre autres de « satisfaire sexuellement leur mari », dénonçant les pressions des pays occidentaux qui tentent de faire retirer le texte, considérant que « cette pression politique est une invasion culturelle, qui part du principe qu'une culture est meilleure que les autres ».
  - Des affrontements avec la police ont éclaté après une embuscade tendue par les islamistes dans le district de Shinkay (province de Zaboul). 22 talibans, dont 4 Pakistanais, ont été tués dans les combats. Dans la même province les soldats américains ont tué 4 talibans.
- Dimanche 12 avril 2009 : selon le gouverneur du district de Watapour (province de Kounar, nord-est), au moins « six personnes, dont deux enfants et une femme, ont été tués » et 14 autres personnes ont été blessés, dont 7 enfants, lors d'une frappe aérienne des forces internationales. Il s'agit d'un nouveau drame comme ceux dont le gouvernement afghan se plaint régulièrement et survenant lors d'opérations de la coalition contre les talibans effectuées par l'armée américaine et la force de l'Otan visant des talibans se mélangeant à la population civile.
- Lundi 13 avril 2009 : la soldate canadienne Karine Blais est tuée par l'explosion d'une mine déclenchée contre le blindé qu'elle conduisait, dans la région de Shah Wali Kowt. C'est la seconde femme des forces armées canadiennes à périr en Afghanistan.
- Vendredi 17 avril 2009 : 
  - Un double séisme (5,5 et 5,1 sur l'échelle de Richter) touche la province de Nangarhar, à 90 km à l'est de la capitale Kaboul, tuant au moins 40 personnes, faisant au moins 60 blessés et détruisant une centaine de maisons.
  - Un double attentat suicide à Zaranj (province de Nimroz, sud-ouest) visant le ministre des réfugiés, Mohamed Karim Brahawi, cause la mort de 3 civils et en blesse 3 autres. Les agents de sécurité ont abattu les deux terroristes.
- Dimanche 19 avril 2009 : dans la nuit de samedi à dimanche, une attaque d'un important groupe de talibans contre un commissariat de police à une vingtaine de kilomètres de la ville de Farah (province de Farah, ouest), cause la mort de 5 policiers. Les assaillants ont pris la fuite à l'arrivée des renforts.
- Lundi 20 avril 2009 : 
  - Dans la nuit de dimanche à lundi, les forces de sécurité afghanes et internationales ont mené une opération dans la province de Kandahar (sud), tuant 4 talibans qui occupaient un village et en arrêtant un autre.
  - Une voiture civile saute sur une bombe piège dans la province d'Oruzgan (sud) tuant une personne et en blessant deux autres.
  - Un attentat suicide devant  l'entrée du bâtiment du gouverneur de Herat (ouest) ne fait aucune victime autre que le terroriste, un handicapé qui avait dissimulé des explosifs dans sa jambe artificielle.
  - Un minibus civil saute sur une bombe piège dans la province de Khost (est) tuant 2 personnes et en blessant 8 autres.
  - Un policier est tué dans une attaque des talibans au sud de Kandahar.
  - Deux policiers d'un poste frontière de la province de Zaboul (sud) sont tués au cours d'une fusillade avec des talibans dont 15 ont été tués.
- Mardi 21 avril 2009 : 
  - La police a découvert, dans une cache du district d'Achin (province de Nangarhar, est), 3 tonnes de morphine prête à être transformée en 2 tonnes d'héroïne destinée à être exportée.
  - L'aviation américaine détruit 2 mitrailleuses lourdes tractées antiaérienne ZPU-1 des talibans, dans la province de Helmand (sud).
- Jeudi 23 avril 2009 : 
  - Une attaque des talibans contre une patrouille de reconnaissance composée de forces de sécurité afghanes et internationales se transforme en un combat de plus de six heures dans le district de Sangin (province de Helmand, sud) lors duquel 14 talibans ont été tués.
  - 2 civils dont une femme sont tués par une bombe piège dans la province d'Helmand (sud).
  - Un policier est tué par une bombe piège dissimulée dans un sac à Kaboul.
  - 2 soldats afghans sont tués et 4 autres blessés par une bombe piège au passage de leur véhicule dans la province de Paktia (est).
  - Le chef de la diplomatie, Rangin Dadfar Spanta salue les propos de la secrétaire d'État américaine Hillary Clinton considérant que l'avancée des talibans au Pakistan menaçait l'existence même de ce pays voisin de l'Afghanistan : « À chaque occasion nous essayons d'encourager nos alliés à reconnaître que le principal centre d'entraînement et de protection des terroristes se trouve au-delà des frontières de l'Afghanistan […] Sans coopération directe et honnête de la part du Pakistan, la lutte contre le terrorisme restera une illusion […] Les attentats de Londres, Madrid, Istanbul, Bali, Afghanistan, Bombay ou de n'importe quel autre endroit dans le monde sont le fruit du même réseau terroriste ». L'Afghanistan n'a cessé ces dernières années d'accuser son voisin pakistanais d'abriter des refuges de militants radicaux talibans et d'Al Qaïda qui traversent la frontière pour aller mener des attaques sur le sol afghan[5].
- Samedi 25 avril 2009 : trois talibans ont mené une attaque suicide contre le bâtiment du gouverneur  de Kandahar (sud), tuant 5 policiers et blessant 9 autres personnes.
- Dimanche 26 avril 2009 : 
  - Une voiture de police saute sur une bombe piège dans la province de Khost (est) tuant 3 policiers et en blessant 3 autres.
  - Une voiture de police saute sur une bombe piège dans la province de Wardak (sud-ouest) tuant 3 policiers.
  - L'aviation américaine détruit une mitrailleuse lourde tractée antiaérienne ZPU-2 des talibans, dans la province de Helmand (sud).
- Lundi 27 avril 2009 : 
  - Le premier ministre britannique, Gordon Brown, effectue une visite surprise à Kaboul, pour rencontrer le président Hamid Karzai et lui exposer sa nouvelle stratégie pour  combattre le « creuset du terrorisme »  en Afghanistan et au Pakistan[6].
  - Les forces de sécurité afghanes et internationales ont mené une opération dans la province de Kandahar (sud), tuant 5 talibans armés qui œuvraient à fabriquer des bombes et en arrêtant 10 autres.
  - La police a lancé une vaste opération visant les talibans dans le district de Musayi (périphérie sud de Kaboul) lors de laquelle « le chef du département des enquêtes criminelles a été blessé dans l'affrontement et est décédé des suites de ses blessures; 12 insurgés ont aussi été tués ».
  - Une voiture de police saute sur une bombe piège dans la province de Paktia (sud-ouest) tuant 4 policiers.
- Mardi 28 avril 2009 : une roquette tirée par les talibans explose dans le camp Warehouse de la coalition situé à la périphérie de Kaboul. Trois soldats français d'un convoi en cours de formation ont été blessés. Le camp de Warehouse, héberge notamment l'état-major du commandement régional de la capitale, sous commandement français.
- Mercredi 29 avril 2009 : 
  - Des talibans ont mené une attaque contre une patrouille de soldats allemands à 15 km au sud de Kunduz, blessant 4 soldats, alors que le ministre allemand des Affaires étrangères, Frank-Walter Steinmeier, venait d'arriver à Kaboul pour une visite surprise.
  - Le premier ministre australien Kevin Rudd, annonce l'envoi de 280 militaires de plus en Afghanistan, qui devraient principalement entraîner des troupes afghanes pour les aguerrir face aux insurgés. Cette arrivée portera l'effectif total à environ 1 380 personnes. De plus, 120 hommes seront envoyés en appoint pendant huit mois en vue des prochaines élections.

### Mai 2009
- Dimanche 3 mai 2009 : l'explosion d'une moto piégée devant le commissariat de police du district de Gereshk (province de Helmand, sud), cause la mort de 4 civils dont 2 enfants de moins de 10 ans et blesse 7 autres personnes.
- Lundi 4 mai 2009 : 
  - L'explosion d'une bombe piège et suivie d'une attaque par un groupe de talibans, d'un tracteur tirant une charrette, cause la mort de 20 civils dont des enfants dans la province de Zaboul (sud).
  - Un bombardement de l'aviation américaine dans le district de Bala Buluk (province de Farah, ouest) cause la mort de plus d'une centaine de personnes, dont 20 à 30 civils et 60 à 65 talibans, et détruit de nombreuses maisons.
- Jeudi 7 mai 2009 :
  - Le premier ministre canadien, Stephen Harper, a effectué une visite surprise dans le sud de l'Afghanistan pour y encourager les troupes canadiennes et souligner l'engagement du Canada dans ce pays. Il a annoncé que le Canada allait financer un projet de l'Unicef visant à améliorer l'éducation d'environ 20 000 enfants de la région de Kandahar. Le Canada a déployé dans cette région un contingent de quelque 2 800 soldats, dont la mission doit s'achever en 2011. 118 militaires canadiens ont perdu la vie dans le cadre de cette mission depuis 2002.
  - Attentat suicide à la moto près d'un convoi des forces afghanes et internationales, tuant 11 civils afghans et blessant 17 personnes, dans la province du Helmand (sud).
  - Des soldats commandos d'élite allemands du KSK associés à des soldats afghans ont capturé Abdul Razeq, l'un des dirigeants d'un réseau terroriste soupçonné d'avoir commis plusieurs attentats notamment contre des troupes allemandes, dans une région montagneuse à 60 km au sud-est de Faisabad (nord).
- Vendredi 8 mai 2009 : un véhicule des forces britanniques saute sur une bombe artisanale, près de Sangin (province de Helmand, sud), tuant un soldat du 2e bataillon des Rifles.
- Samedi 9 mai 2009 : les États-Unis reconnaissent dans un rapport d'enquête préliminaire que des civils ont été tués lors de combats avec les talibans et de bombardements, lundi et mardi, dans le district de Bala Buluk (province de Farah, ouest) mais sans donner de chiffres ni admettre une part de responsabilité. Le président Hamid Karzai affirme sur la chaîne américaine CNN que 125 à 130 civils dont des femmes et enfants ont été tués et en a imputé la responsabilité exclusive aux bombardements américains.
- Dimanche 10 mai 2009 :
  - L'explosion d'une bombe piège cause la mort de 8 employés civils d'une société de construction, dans le district de Haska Mina (province du Nangarhar).
  - L'explosion d'une bombe piège cause la mort de 3 soldats afghans dans le sud.
  - Un double attentat-suicide fait au moins 20 morts dans la localité de Gereshk (province de Helmand, sud). Le second kamikaze s'est fait exploser lorsque la police et l'armée ont répondu à la première attaque.
  - Le président Hamid Karzai félicite l'armée allemande pour la récente capture d'un commandant taliban, menée en coopération avec les troupes afghanes. D'autre part, il a demandé aux Américains la plus grande prudence dans leur frappe aérienne, car les pertes civiles font « beaucoup de dégâts » dans l'opinion publique afghane : « Les Afghans sont les alliés des États-Unis [et] veulent qu'ils réussissent […]' Mais les Afghans veulent aussi que leurs enfants soient en sécurité ».
  - Les États-Unis ne renonceront pas aux frappes aériennes en Afghanistan, malgré la mort récente de « 140 » personnes « civiles », dont des femmes et des enfants, pour la mort desquels le président afghan Hamid Karzai leur a imputé la responsabilité, à la suite de bombardements lors des combats avec les talibans. Le conseiller à la sécurité du président américain, le général James L. Jones, affirme : « Lier les mains de nos commandants en disant que nous ne mènerons plus de frappes aériennes serait imprudent ». Selon l'enquête de l'armée américaine, le bilan serait de « 20 à 30 civils » et « 60 à 65 insurgés » tués, le conseiller James L. Jones certifie que les États-Unis allaient « redoubler d'efforts pour faire en sorte qu'aucun civil innocent ne soit tué ». Selon l'ONU, en 2008, 2 118 civils ont été tués dans les violences en Afghanistan, dont 39 % du fait des forces pro-gouvernementales, essentiellement lors de bombardements, selon l'ONU.
- Lundi 11 mai 2009 : 61 écolières et une enseignante sont intoxiquées, dans leur école à Charikar (50 km au nord de Kaboul), après avoir apparemment inhalé un gaz dont on ignore la provenance, moins de deux semaines après un incident similaire dans la même ville à moins de 2 kilomètres et encore non élucidé, lors duquel 40 écolières avaient été brièvement intoxiquées. Il n'y a aucune usine chimique à proximité de ces écoles et la probabilité d'une intoxication due à un produit naturel est faible, selon les autorités qui craignent une tentative d'empoisonnement au gaz par les talibans[7].
- Mardi 12 mai 2009 : une série d'attentats-suicides à la voiture-piégée, à la ceinture d'explosifs et à l'arme à feu, visant des bâtiments officiels dans la ville de Khost (est), cause la mort de 7 civils et en blesse 21 autres. À la suite d'une attaque repoussée contre la résidence du gouverneur, les combats se sont poursuivis dans les rues de la ville entre une trentaine d'assaillants, les forces afghanes et des éléments de la Force internationale d'assistance à la sécurité (ISAF).
- Mercredi 13 mai 2009 : troisième cas mystérieux d'empoisonnement d'une école de filles, cette fois-ci dans la petite ville de Mahmud Raqi, capitale de la province de Kapisa. Les talibans, qui mènent une insurrection sanglante, sont hostiles à la scolarisation des filles et menacent régulièrement les écoles qui en accueillent[8].
- Jeudi 14 mai 2009 : le ministre français des Affaires étrangères, Bernard Kouchner, est arrivé à Kaboul pour une visite de trois jours en Afghanistan, pour notamment s'enquérir des conditions d'organisation de l'élection présidentielle d'août[9].
- Vendredi 15 mai 2009 : 3 soldats de l'Otan, dont un britannique et 2 américains, ont trouvé la mort dans deux attaques séparées, un près de Lashkar Gah (province de Helmand) et 2 dans l'est.
- Dimanche 17 mai 2009 :
  - L'attaque par un groupe de talibans d'un poste de police dans la province de Helmand (sud) cause la mort de 6 policiers.
  - L'attaque par un groupe de talibans d'un poste de police dans la province de Nimroz (sud-ouest) cause la mort de 5 policiers.
  - Un bombe piège qui explose au passage d'un convoi militaire afghan dans la province de Zabul (sud) cause la mort d'un soldat et en blesse 3 autres.
- Lundi 18 mai 2009 : le frère du président Karzaï, Ahmad Wali Karzaï, chef du conseil provincial de la province de Kandahar (sud), déclare être sorti indemne d'une attaque au lance-roquettes et à la mitrailleuse de gros calibre, contre son convoi dans laquelle un de ses gardes du corps a été tué. Le convoi rentrait de la ville de Jalalabad (est), où Ahmad Wali Karzaï s'était rendu avec plusieurs dizaines de chefs de tribus de Kandahar.
- Mercredi 20 mai 2009 : des soldats américains ont brûlé des bibles saisies imprimées dans les deux langues les plus courantes de l'Afghanistan. Ces bibles ont été envoyées par une église évangélique américaine dans un but de prosélytisme (conversion des Afghans au christianisme) ce qui, selon le Pentagone, aurait pu mettre en péril la vie de ses soldats.
  - Un civil meurt de ses blessures à la suite d'un raid aérien mené par l'OTAN dans la province de Paktiya (est).
- Samedi 23 mai 2009 : 3 soldats de la Force internationale d'assistance à la sécurité (ISAF), dont un britannique, sont tués dans 2 attaques dans le sud du pays.
- Dimanche 24 mai 2009 : le ministère des Technologies de l'information et de la communication annonce vouloir restreindre l'accès à internet, notamment en bloquant les sites pornographiques, non compatibles avec les « valeurs islamiques » et étudie la façon de limiter l'accès à internet, utilisé de façon inadéquate en particulier par la jeunesse. Le premier câble à fibre optique du pays sera opérationnel dans quelques semaines. Le ministère  précise que ces limitations visent notamment à contrer la propagande des insurgés islamistes qui accusent le gouvernement d'autoriser un accès sans contrôle à la pornographie. Une nouvelle loi va aussi officialiser l'utilisation du domaine « .af ». L'internet est arrivé en Afghanistan fin 2001 après la chute du régime des talibans[10].
- Mardi 26 mai 2009 : un attentat à la voiture piégée, contre un convoi militaire, cause la mort de 3 soldats américains de l'ISAF et de 3 civils afghans, dans la province de Kapisa, un fief des insurgés fidèles au chef de guerre afghan Gulbuddin Hekmatyar. 2 autres civils ont été blessés.
- Mercredi 27 mai 2009 : le gouverneur du district d'Omna (province de Paktika, sud-est) et ses trois fils sont tués dans une embuscade, contre leur véhicule, attribuée aux talibans.
- Jeudi 28 mai 2009 : une bombe piège artisanale cause la mort d'un soldat de la Force internationale d'assistance à la sécurité (ISAF) dans le sud du pays.
- Vendredi 29 mai 2009 :
  - Une patrouille de soldats américains et afghans, prise en embuscade dans la province de Zaboul (sud), a tué 35 combattants islamistes et en a blessé 13 autres.
  - Un ingénieur turc, travaillant sur le chantier de construction de l'hôpital dans la région, a été enlevé dans la province de Khostpar des hommes en armes. Les talibans ont déjà revendiqué des dizaines de kidnappings, mais d'autres groupes, y compris des gangs criminels, se sont aussi lancés dans la lucrative activité de l'enlèvement contre rançon.
- Samedi 30 mai 2009 :
  - 30 talibans et 13 soldats afghans sont tués dans une bataille dans la province de Badghis (nord-ouest).
  - Le gouverneur  de la province de Kunduz (nord) est blessé par l'explosion d'une bombe piège au passage de sa voiture.
  - 2 soldats britannique sont tués par l'explosion d'une bombe piège au passage de leur véhicule près de Musa Qala (province de Helmand).
  - 15 autres personnes sont tuées dans diverses attaques dans le reste du pays.

### Juin 2009
- Lundi 1er juin 2009 :
  - Wardak : à la suite de diverses attaques des talibans dans plusieurs secteurs du pays, quatre policiers sont morts, ainsi qu'un militaire, 20 personnes civiles et 16 insurgés. D'autre part 4 soldats américains ont été tués par l'explosion de bombes.
  - Farâh : 18 gardes de la société de sécurité privée, Hangar, ont été tués et 3 autres blessés dans une embuscade tendue par un groupe de talibans à un convoi dans la zone de Chaak Aab (district de Bakwa.
  - Visite surprise du premier ministre belge, Herman Van Rompuy qui a rencontré le président Hamid Karzai au palais présidentiel de Kaboul. La Belgique a fourni environ 450 soldats stationnés dans le pays, sous le commandant de la Force internationale d'assistance à la sécurité, qui dirige les troupes de l'Otan (58 390 hommes) présentes en Afghanistan.
- Mardi 2 juin 2009 :
  - Kaboul : 6 civils afghans — deux hommes, deux femmes et deux enfants — ont été tués par l'explosion d'une bombe qui a détruit le véhicule dans lequel ils se trouvaient, à l'est près de Kaboul. D'autre part un soldat de l'ISAF a été tué et deux autres blessés, lors d'une attaque d'insurgés dans l'est. Ce décès porte à 122 le nombre de militaires étrangers morts depuis le début de l'année en Afghanistan.
  - Helmand : Les forces britanniques en Afghanistan ont tué le mollah Mansour lors d'une opération militaire héliportée. Selon le ministère britannique de la Défense, il est considéré comme « l'un des leaders talibans les plus dangereux » de l'Helmand (sud) et « les activités illégales du mollah Mansour comprennent la fabrication et la fourniture d'engins explosifs artisanaux ainsi que la planification d'attentats à la bombe dans une région qui s'étend de Lashkar Gah à Gereshk »[11].
  - Zaboul : 11 talibans sont tués dans une opération conjointe des forces afghanes et de la coalition.
- Mercredi 3 juin 2009 :
  - Paktiyâ : l'explosion de deux bombes au passage d'un convoi de sécurité privée cause la mort de 10 gardes de sécurité.
  - Une enquête de l'armée américaine sur les bombardements qui ont provoqué la mort de dizaines de civils, le 4 mai dernier, conclut à des erreurs commises par les soldats américains qui n'ont pas respecté les règles et procédures destinées à éviter de faire des victimes civiles. Ces frappes ont tué 140 civils selon le gouvernement afghan et 97 selon la Commission afghane indépendante des droits de l'Homme (AIHRC). L'armée américaine a « estimé » pour sa part après enquête avoir tué entre « 20 et 30 civils » et entre 60 et 65 insurgés. Des bombes de 900 kilos, trop puissantes vu la proximité de civils, ont notamment été utilisées lors des bombardements[12].

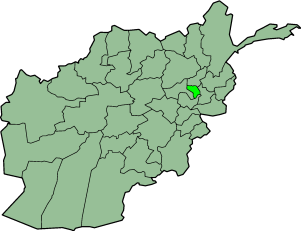
Province de Kâpîssâ

- Jeudi 4 juin 2009, Kâpîssâ : trois soldats américains « ont été tués dans une attaque contre leur convoi dans la province de  ce matin, quand leur convoi a été victime d'une bombe artisanale et a été la cible de tirs à l'arme légère ». La vallée de Kapissâ au nord de Kaboul est une zone où opère des soldats français et américains.
- Dimanche 7 juin 2009 :
  - Plusieurs attaques dans diverses provinces du pays, dont Paktika, Faryab et Kandahar, ont causé la mort de 13 personnes dont 5 policiers et un taliban[13].
  - Zaboul : Vingt rebelles afghans et un policier ont été tués au cours d'un affrontement de 10 heures, à la suite de l'attaque par un groupe de talibans d'un convoi de police.
- Lundi 8 juin 2009, Farâh : une enquête de l'armée américaine a conclu qu'« il y a eu des problèmes avec la tactique, la méthode et la procédure, la façon dont ce soutien aérien rapproché était censé être mené dans ce cas », dans le déroulement des bombardements du 4 mai dans le district de Bala Buluk, qui ont tué 140 civils, selon le gouvernement afghan, et 97 selon la Commission afghane indépendante des droits de l'homme. Un bombardier B-1 américain impliqué dans l'incident a temporairement perdu le contact avec sa cible.
- Mardi 9 juin 2009 :
  - Zaboul : plus de 40 rebelles talibans et deux policiers ont été tués en une semaine dans le sud afghan lors d'une longue opération des forces afghanes et internationales visant à sécuriser la province avant les élections d'août. Quatre autres policiers ont été blessés et six rebelles ont été arrêtés lors de cette opération.
  - L'attaque à la grenade d'un convoi militaire américain, dans le nord-est du pays, cause la mort d'un jeune garçon et fait 40 blessés dont 3 américains.
- Mercredi 10 juin 2009, Helmand : plusieurs raids terrestres, menées les 31 mai et 5 juin, par 450 soldats britanniques et 100 soldats afghans, dans le cadre d'une importante opération antidrogue dans la province du Helmand (sud) avec le soutien des aviations canadiennes, américaines et britanniques, ont permis de détruire 10 laboratoires de production d'héroïne et 5,5 tonnes d'opium et de saisir 220 kilos de morphine, plus de 100 kilos d'héroïne, 148 kilos de cannabis et plusieurs tonnes de produits chimiques servant à transformer l'opium en héroïne. Des responsables occidentaux en Afghanistan estiment que le trafic de drogue, qui profite également à de nombreux responsables afghans et alimente une corruption rampante, est la principale ressource des rebelles talibans[14].
- Jeudi 11 juin 2009 :
  - Kandahâr : un soldat britannique a été tué près de Kandahar. Ce décès porte à 134 le nombre de soldats étrangers tués en Afghanistan depuis le 1er janvier. D'autre part, un attentat à la bombe a causé la mort de 3 gardes de sécurité privés travaillant pour une banque.
  - Helmand : 12 insurgés islamistes ont été tués dans l'attaque qu'ils ont mené contre un poste de police.
  - Farâh : les talibans ont attaqué une patrouille italo-afghane dans le district de Bala Buluk. Les rebelles ont aussi subit des pertes.
  - Zaboul : un attentat à la bombe a causé la mort de 4 gardes de sécurité privés[15].

- Vendredi 12 juin 2009 :

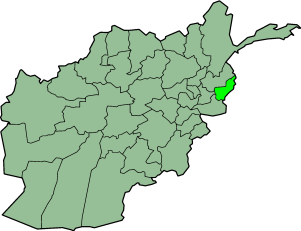
Province de Kounar

  - Kounar : 6 civils afghans ont été tués et 4 autres blessés dans un accident de la route entre un camion de l'ISAF et un camion afghan, dans le district de Khas Kunar.
  - Kounar : 2 civils afghans ont par ailleurs été tués et 5 autres ont été blessés par des tirs de l'Isaf lors d'un affrontement avec des rebelles dans le district de Chapa Dara.
  - Kounar : les troupes américaines ont été accusées par des civils d'avoir lancé une grenade dans une foule locale tuant 3 civils afghans et en blessant 58 autres, ce qui a été démentie par l'armée américaine car l'enquête a montré que la grenade utilisée est de fabrication soviétique.
- Samedi 13 juin 2009 : la Commission électorale indépendante annonce que 41 candidats, dont le président sortant Hamid Karzai qui brigue un second mandat, se présenteraient à la seconde élection présidentielle au suffrage universel de l'histoire du pays, le 20 août prochain. Parmi les candidats retenus figurent l'ancien ministre de l'Économie Ashraf Ghani et l'ancien ministre des Affaires étrangères Abdullah Abdullah.
- Lundi 15 juin 2009 : deux journalistes afghans travaillant pour la chaîne de télévision Al Jazira ont été arrêtés par les services secrets afghans à Kaboul. L'un des 2 journalistes avait subi une brève détention, le mois dernier dans la province de Kounar (est), par les talibans lors de laquelle les insurgés lui avaient volé son argent, son téléphone portable et une carte de presse lui donnant accès aux conférences de presse tenues au palais présidentiel afghan[16].
- Mercredi 17 juin 2009, Helmand : trois soldats danois ont été tués à la suite de l'explosion au passage de leur véhicule d'une bombe de très forte puissance placée au bord de la route entre les bases de Price et Barakhzai (Helmand, sud). 24 soldats danois sont morts depuis  fin 2001, faisant du Danemark le pays qui a enregistré le plus de pertes, proportionnellement à sa population, au sein de l'ISAF.
- Jeudi 18 juin 2009 :
  - Kandahâr : une attaque à la moto piégée  devant une société de construction privée de Kandahar, près du quartier général de la police provinciale, a tué 2 gardes privés et 3 ouvriers et fait des blessés.
  - Khost : 2 policiers ont été tués dans la nuit dans une embuscade tendue par les talibans armés près de la frontière pakistanais contre un convoi de la police des frontières. Des talibans ont été tués et 15 d'entre eux ont été faits prisonniers.
  - Kondôz : une bombe artisanale cachée au bord d'une route a explosé au passage d'un véhicule de l'ONG, « Mercy Corps », blessant légèrement trois personnes.
- Vendredi 19 juin 2009 :
  - Kandahâr : deux soldats de la coalition ont été tués à Kandahar (sud) lorsque leur convoi a été touché par l'explosion d'une bombe artisanale.
  - Helmand : 33 talibans ont été tués lors de plusieurs opérations militaires, dont 26 dans un bombardement aérien près de Lashkar Gah.
- Samedi 20 juin 2009 :
  - Hérât : 6 personnes d'une même famille, trois femmes et trois hommes, ont été tuées lorsqu'une bombe dissimulée a explosé au passage de leur véhicule sur la route entre Herat et le district de Gozara.
  - Uruzgan : 3 soldats néerlandais ont été blessés quand leur véhicule a sauté sur une bombe artisanale à 10 kilomètres à l'est de la ville de Deh Rawod.
  - Le reporter du New York Times, David Rohde, enlevé en novembre dernier par les talibans et retenu en otage dans la région pakistanaise montagneuse du Nord-Waziristan, a réussi à s'échapper et à regagner la liberté. Il avait été enlevé aux environs de Kaboul avec un journaliste local, Tahir Ludin, et leur chauffeur Asadullah Mangal, alors qu'il faisait des recherches pour l'écriture d'un livre.
- Dimanche 21 juin 2009 : la base américaine de Bagram a été la cible du tir de 2 roquettes faisant 2 morts (2 soldats américains) et 6 blessés (4 soldats américains et 2 civils).
- Lundi 22 juin 2009 :
  - Khost : une attaque suicide dans la ville de Khost fait 8 morts (civils) et 43 blessés dont 7 adolescents de 13 à 17 ans. Selon un communiqué de l'Otan, une petite bombe a d'abord explosé, provoquant un attroupement sur lequel s'est ensuite précipité un kamikaze qui a déclenché sa bombe de plus forte puissance. Toujours à Khost, des soldats de l'Otan, ont abattu un civil alors que son véhicule s'approchait de leur patrouille, sans que le conducteur n'ait répondu aux avertissements des soldats.
  - Kandahâr : Une attaque à la moto piégée fait 3 morts (soldats) et 4 blessés (2 soldats et 2 femmes civiles) après avoir foncé sur une patrouille de l'armée.
  - Province du Nangarhar : un entrepôt de vieilles munitions a sauté sur une base de l'armée dans les faubourgs de Jalalabad, capitale de la région. 2 civils ont été tués et 16 autres personnes blessées, dont deux soldats.
- Mardi 23 juin 2009 :
  - Helmand : les troupes britanniques ont lancé une grande opération hélicoportée contre les talibans contre lesquels 500 soldats britanniques ont attaqué un de leurs bastions près de Babaji. Helmand est la première province productrice d'opium du pays, qui fournit 90 % de la production mondiale. Son trafic et celui de ses dérivés comme l'héroïne sont considérés comme une des ressources des réseaux rebelles. Les troupes britanniques y ont trouvé un stock d'1,3 tonne de graines de pavot, des engins explosifs et des mines.
  - Kondôz : trois soldats allemands ont été tués dans l'attaque d'une patrouille dans les environs de la ville de Kunduz lors d'une opération conjointe avec des forces afghanes. Au total, 35 soldats allemands sont morts depuis le début de l'engagement de la Bundeswehr en Afghanistan en 2002.
- Mercredi 24 juin 2009 :
  - Uruzgan : le général Sher Mohammad Zazaï annonce que les forces afghanes et de la coalition ont tué 23 talibans lors d'un accrochage dans le secteur de Tarin Kôt, la capitale provinciale. Lors des combats, le mollah Ismaël, un chef taliban local a été tué.
  - Le nouveau commandant des forces militaires internationales, le général américain Stanley McChrystal, estime que la situation en Afghanistan est « grave », avec une flambée des violences et des rebelles qui ont constitué des réseaux de gouvernance parallèles. Il s'attend à une « rude » année face à une insurrection islamiste dont les violences atteignent des records absolus depuis la chute des talibans à la fin 2001 : « Ils peuvent ainsi […] intimider la population, limiter l'influence du gouvernement et modifier le tissu social ». Cette infiltration est « le plus grand danger » pour l'Afghanistan, car il empêche le gouvernement de Kaboul, soutenu par les troupes internationales, d'établir son autorité et développer l'économie, clés de la lutte contre l'insurrection qui fleurit, selon lui, sur la misère et l'anarchie.
- Jeudi 25 juin 2009, Kaboul : le ministère de la Culture annonce que des archéologues afghans ont découvert sur le site de la colline de Naranj près de Kaboul une ancienne statue de Bouddha en position assise et de taille humaine qui pourrait dater du Ve ou VIe siècle. Depuis le début des fouilles il y a 2 ans une vingtaine de statue ont été découvertes sur ce site[17].
- Vendredi 26 juin 2009, Helmand : huit policiers ont été tués cette nuit dans l'attaque de leur poste par un groupe de talibans à 10 km au nord de la capitale Lashkar Gah.
- Samedi 27 juin 2009 :
  - Le président Hamid Karzai lance un appel à ses « frères talibans et à tous les autres  Afghans » à voter aux élections présidentielle et provinciales du  20 août, qu'ils soient à l'étranger ou dans « l'opposition », y compris « armée » : « Je leur demande de revenir dans leur pays, qu'ils prennent des cartes d'électeurs […] et prennent part au vote […] Je leur demande encore et encore de renoncer à la violence, pas seulement pour le jour des élections mais pour toujours, de cesser de sacrifier le peuple afghan […] Lorsque le vainqueur sera annoncé, […]  nous devrons vivre ensemble et nous asseoir à la même table ». Les talibans n'ont pas explicitement annoncé des violences mais ont appelé au boycott des élections.
  - Depuis une semaine les talibans ont mené une vague de violences dans l'ouest du pays. 88 bombes ont été placées au bord des routes et 42 d'entre elles ont explosé tuant 49 civils et 18 policiers, blessant 122 civils et 36 policiers. Du côté des talibans, 84 ont été tués, 51 blessés et 63 arrêtés.
- Lundi 29 juin 2009, Kandahâr : le chef de la police de la province et six autres policiers ont été tués dans un échange de tirs entre la police et des gardes afghans privés travaillant pour l'armée américaine.

### Juillet 2009
- Mercredi 1er juillet 2009, Helmand : près de 4 000 Marines américains et quelque 650 soldats et policiers afghans, appuyés par des blindés et des hélicoptères, ont lancé une opération d'envergure contre les villages encore tenus par les insurgés talibans. L'objectif est de déloger les insurgés de la vallée du fleuve Helmand avant le scrutin présidentiel du 20 août. Les forces britanniques avaient lancé des opérations similaires la semaine dernière dans les provinces de Helmand et de Kandahar.
- Jeudi 2 juillet 2009 :
  - Paktîkâ : un soldat américain, porté disparu depuis trois jours, aurait été capturé par les combattants islamistes du réseau Jalaluddin Haqqani avec 3 gardes afghans dans le district de Yousuf Khail. Il s'agirait du premier soldat américain capturé par des rebelles en Afghanistan depuis l'arrivée de l'armée américaine dans le pays en 2001, pour chasser les talibans du pouvoir. Le groupe Haqqani est basé dans le sud-est de l'Afghanistan, mais également dans les zones tribales pakistanaises situées de l'autre côté de la frontière[18].
  - Zaboul : 20 talibans ont été tués dans le district de Shinkai dans des affrontements entre rebelles et troupes internationales et afghanes. Un soldat afghan a été tué et un autre blessé. 6 talibans étaient des Pakistanais et les 14 autres des rebelles locaux.
  - Helmand : L'armée afghane annonce que ses troupes ont « repris » aux talibans le district  de Khanashin, sans rencontrer de résistance.
- Vendredi 3 juillet 2009, Helmand : l'armée américaine est engagée dans de violents combats contre les talibans  dans le district de Garmser où a été détruite une base talibane. Le général américain Larry Nicholson estime que l'opération a été accueillie avec un « enthousiasme inédit » par le gouverneur de la province, tout en jugeant insuffisant le nombre de policiers et soldats afghans accompagnant ses troupes[19].
- Samedi 4 juillet 2009, Paktiyâ : seize démineurs afghans employés par l'ONU ont été enlevés. Quelque 50 personnes sont tuées ou estropiées chaque mois par des mines antipersonnel en Afghanistan.
- Dimanche 5 juillet 2009, Helmand : trois soldats britanniques ont été tués par une bombe routière.
- Lundi 6 juillet 2009 :
  - Kandahar : un kamikaze a fait exploser sa voiture piégée devant les portes de la base aérienne de Kandahar, principale base de l'OTAN du sud de l'Afghanistan, tuant deux civils et en blessant 14 autres[20].
  - Kondôz : quatre soldats américains de l'Otan et deux civils ont été tués par l'explosion d'une bombe artisanale placée sur un pont dans le district de Khanabad.  2 enfants ont été blessés.
- Mardi 7 juillet 2009 :
  - Le crash d'un hélicoptère dans le sud de l'Afghanistan cause la mort de 3 soldats de l'OTAN — deux Canadiens et un Britannique..
  - Helmand : 27 talibans ont été tués dans le district de Gereshk dans le cadre des opérations américaines et britanniques.
  - Nouristan : huit policiers afghans et 21 insurgés talibans ont été tués dans des heurts à la frontière avec le Pakistan. Les insurgés avaient franchi la frontière et des villageois afghans locaux ont rejoint la police aux frontières pour tenter de les chasser.
- Jeudi 9 juillet 2009 :
  - Lôgar : 25 personnes, dont 4 policiers, ont été tuées dans un attentat perpétré avec un camion piégé sur une route fréquentée, à 30 km au sud de Kaboul, la capitale. Au moins 13 des victimes décédées étaient des enfants fréquentant des écoles situées à proximité dans le district de Mohammad Agha. Les explosifs, dissimulés sous du bois de construction que transportait un camion qui s'était renversé la nuit précédente, sur la route principale reliant Logar à Kaboul[21].
  - Helmand : deux soldats britanniques ont été tués au cours de deux incidents distincts dans le cadre de l'opération « Panchai Palang » ("Griffe de panthère"), lancée depuis le 23 juin par l'armée britannique dans cette province.  L'un près de Nad Ali et l'autre près de Lashkar Gah. Depuis octobre 2001, 178 soldats britanniques ont été tués en Afghanistan.
- Vendredi 10 juillet 2009 :
  - Helmand : deux soldats — un américain et un britannique — de la force internationale de l'Otan en Afghanistan ont été tués vendredi par des bombes dans deux opérations distinctes.
  - Helmand : 22 personnes civiles ont été tuées dans une opération de l'Isaf dans le district de Giro contre les rebelles selon la police locale.
- Samedi 11 juillet 2009, Helmand : quatre soldats américains ont été tués par deux engins explosifs.
- Mardi 14 juillet 2009, Helmand : un hélicoptère transportant des civils étrangers travaillant pour les forces internationales s'est écrasé tuant au moins six passagers et un enfant afghan au sol.
- Jeudi 16 juillet 2009 Kandahar : mort au combat d'un soldat québécois dans le district de Panjwayi, le 125e depuis 2002[22].
- Vendredi 17 juillet 2009 : onze civils, dont cinq enfants, ont été tués par l'explosion d'une bombe au passage de leur véhicule dans le sud de l'Afghanistan.
- Samedi 18 juillet 2009 : un avion de combat américain F-15E s'est écrasé dans le centre de l'Afghanistan, tuant les deux personnes qui se trouvaient à bord.
- Dimanche 19 juillet 2009 :
  - Kandahar : un « hélicoptère civil » russe MI-8 se crashe  près de l'aéroport de Kandahar « alors qu'il décollait », tuant 16 civils et en blessant 5 autres.
  - Kandahar : un avion de chasse de la force internationale de l'Otan (Isaf) s'est écrasé sur la base de Kandahar blessant ses deux pilotes.
  - 11 civils hommes ont été tués et 2 autres blessés par l'explosion d'une bombe au passage de leur minibus dans le district de Gulistan (sud-ouest).
  - Les talibans ont diffusé une vidéo du premier soldat américain fait prisonnier le 2 juillet dernier[23].
- Lundi 20 juillet 2009 : quatre soldats américains ont été tués par une bombe dans l'est du pays. La veille un soldat britannique a été tué dans la province de Helmand.
- Mardi 21 juillet 2009 : 4 policiers sont morts lors de deux attaques suicides  menées par 8 talibans contre des bâtiments officiels à Gardez et une base militaire à Jalalabad. Un véhicule blindé sanitaire français a sauté sur une bombe artisanale dans la province de Wardak, blessant les trois occupants du véhicule.
- Mercredi 22 juillet 2009 : la police afghane a arrêté 7 kamikazes qui devaient participer à la série d'attaques suicide de la veille en commettant des attentats dans les provinces de Nimroz et d'Hérat. 6 autres kamikazes ont été tués ou arrêtés. 2 soldats américains ont été tués dans l'explosion d'une bombe dans la province de Helmand. 38 soldats américains et 27 autres soldats étrangers sont morts depuis le début du mois.
- Vendredi 24 juillet 2009 : dans la nuit 8 talibans ont été tués lors de combats dans le district de Gelan (province de Ghazni, sud) et 4 autres talibans ont été tués dans le district de Khan Abad (province de Balkh, nord). 2 soldats américains sont morts dans la province de Helmand lors d'une attaque de talibans.
- Samedi 25 juillet 2009 : 3 kamikazes talibans se sont fait exploser à Khost faisant de nombreuses victimes. Quatre soldats italiens ont été blessés par une bombe dans la province d'Herat (ouest).
- Dimanche 26 juillet 2009 :
  - 16 rebelles ont été  tués au cours de combats dans le district de  Bargi Matal (province du Nuristan, est). 2 soldats afghans ont été tués et 3 autres blessés dans la province de Paktika.
  - Mohammed Qasim Fahim, colistier du président Hamid Karzai et candidat à la vice-présidence, a été visé par une tentative d'attentat entre les villes de Kunduz et Takhar. Cet ancien chef de guerre a combattu les Soviétiques à l'époque de l'occupation. Il a notamment été accusé par l'ONG Human Rights Watch et l'ONU d'avoir commis des exactions au cours de la guerre civile en Afghanistan.
- Lundi 27 juillet 2009 :
  - Le gouvernement du président Hamid Karzai et un chef taliban qui contrôle la circonscription de Bala Morghab (province de Badghis) sont parvenus à un accord de cessez-le-feu.
  - 2 soldats britanniques ont été tués dans deux incidents distincts survenus dans la province du Helmand (districts de Lashkar Gah et de Sangin. Quelque 250 soldats français et afghans ont affronté une cinquantaine de rebelles dispersés en petits groupes dans la vallée de Bedrau.
  - Les talibans afghans se sont dotés d'une charte, assimilée à une Constitution qui donne pleins pouvoirs à leur chef, le mollah Omar, habilité entre autres à décider du sort des otages capturés par sa milice. Ce document, intitulé « Charte des moujahidine dans l'émirat islamique d'Afghanistan », formé de 13 chapitres et comportant 67 articles, a été mis au point pour permettre aux talibans de « définir leurs objectifs et d'affronter les ennemis »[24].
  - La première phase de l'offensive britannique « Griffe de Panthère » contre les talibans est achevée. Lancée depuis de 23 juin, elle impliquait 3 000 soldats.
- Mardi 28 juillet 2009 :
  - Élection présidentielle : le directeur de campagne du candidat Abdullah Abdullah a été blessé et son chauffeur tué dans une attaque contre sa voiture dans le district d'Ali Shing (province de Laghman, est).
  - 8 gardes afghans ont été tués par l'explosion d'une bombe au passage de leur véhicule dans la province du Helmand.
- Mercredi 29 juillet 2009 :
  - Selon la commission électorale, Massoud Barzani, chef du Parti démocratique du Kurdistan, a été réélu à la présidence de la région autonome du Kurdistan, avec 69,57 % des voix. La liste commune des deux partis historiques kurdes, le PDK et l'UPK, a obtenu 57 % des voix aux élections législatives.
  - Depuis le 21 juillet, les soldats français ont essuyé huit attaques, faisant trois blessés dont un grave parmi ses soldats dans les provinces de Kapisa, du Wardak et du Lôgar.
- Jeudi 30 juillet 2009 : les talibans ont appelé les Afghans à boycotter et à attaquer les élections présidentielle et provinciales du 20 août pour « libérer leur pays occupé »[25].
- Vendredi 31 juillet 2009 : onze insurgés et un policier afghan ont été tués lors du combat qui a suivi l'attaque de talibans contre un convoi d'approvisionnement de l'Otan dans la province de Herat. 5 talibans, 2 policiers et 3 gardes de la compagnie de sécurité privée américaine USPI ont été blessés.

### Octobre 2009
- Dimanche 8 octobre 2009 :
  - Un attentat suicide à la bombe visant l'ambassade d'Inde à Kaboul fait 17 mort et 63 blessés.

### Novembre 2009
- Dimanche 1er novembre 2009 :
  - Abdullah Abdullah, le principal rival du président sortant Hamid Karzai, annonce son retrait du second tour de l'élection présidentielle. Le lendemain, le président Karzaï est proclamé réélu pour un nouveau mandat de cinq ans.
  - Création de la Brigade La Fayette des forces françaises en Afghanistan.

### Décembre 2009
- Jeudi 17 décembre 2009 :
  - Dans Opération Septentrion, 1100 soldats, dont 800 légionnaires français, entrent dans la vallée d'Uzbin.